# Liste des pays sans aéroport
Des 197 États indépendants, seuls cinq n'ont pas d'aéroport sur leur territoire. Ces derniers possèdent cependant chacun au moins un héliport ou une hélisurface. Ils sont tous situés en Europe et, sauf Monaco, sont enclavés ou, dans le cas du Liechtenstein, doublement enclavé.

## Liste

### Pays souverains
| Pays          | Notes |  |
| ------------- | --- |  |
| Andorre       | Il n'y a aucun aéroport en Andorre. Mais Andorre a permis de recréer un aéroport celui d'Andorre–La Seu d'Urgell qui se situe à 12 km de la frontière côté espagnole. Les grands aéroports les plus proches sont à Lérida, Barcelone, Toulouse, Perpignan et Gérone. Par la population et par sa superficie, l'Andorre est le plus grand pays à ne pas avoir un aéroport. Cependant, il y a trois héliports. |  |
| Liechtenstein | Le Liechtenstein ne dispose que d'un héliport dans la commune de Balzers,. Les aéroports internationaux les plus proches sont l'aéroport international Saint-Gall-Altenrhein en Suisse et l'aéroport de Friedrichshafen en Allemagne, qui ont quelques vols réguliers. L'aéroport international important le plus proche est l'aéroport de Zurich en Suisse qui est notamment joignable par train depuis Buchs et Sargans. De ces villes, il est possible de prendre un car postal ou un train vers le Liechtenstein. |  |
| Monaco        | Monaco n'a pas d'aéroport, mais il y a un héliport dans le quartier monégasque de Fontvieille. L'aéroport le plus proche de Monaco est l'aéroport de Nice-Côte d'Azur à Nice en France. |  |
| Saint-Marin   | Il n'y a pas d'aéroport à Saint-Marin. Il y a un seul héliport, et aussi un petit aérodrome avec une piste en herbe de 680 m. L'aéroport le plus proche de Saint-Marin est l'aéroport Federico-Fellini à Rimini en Italie. La République de Saint-Marin détient 3 % du capital social de cet aéroport international. |  |
| Vatican       | Il serait physiquement impossible de faire rentrer un aéroport dans les 0,44 km2 de superficie du Saint-Siège, mais il y a un héliport dans le coin de l'Ouest, qui est utilisé pour visiter les chefs et les responsables de la ville-État. L'aéroport le plus proche de la Cité du Vatican est l'aéroport de Rome Ciampino. |  |

### Pays avec reconnaissance limitée
| Pays                                    | Notes |
| --------------------------------------- | --- |
| Haut-Karabagh                           | Il y a un aéroport à la capitale Stepanakert, mais celui n'a pas eu de vol aérien depuis 1992.                                                                                                  |
| Palestine                               | Il y a quatre aéroports situés dans les territoires palestiniens, mais en raison du blocus israélien, aucun n'est opérationnel depuis 2004.                                                     |
| République arabe sahraouie démocratique | Il y a plusieurs aéroports dans le territoire du Sahara Occidental, mais tous sont dans la portion contrôlée par les forces marocaines sauf une piste d'atterrissage en terre près de Tifariti. |
| Ossétie du Sud-Alanie                   | |
| Transnistrie                            | |

### Territoires non-autonomes
| Pays          | Notes |  |
| ------------- | --- |  |
| Tokelau       | Il n'existe pas d'aéroport aux Tokelau, archipel néo-zélandais. Les bateaux sont les seuls moyens de voyage et de transport,.                                                                                              |  |
| Îles Pitcairn | Les Îles Pitcairn (Royaume-Uni) n'ont pas d'aéroport ni de port maritime ; les insulaires comptent sur des chaloupes pour transporter des personnes et des marchandises entre les navires et la terre grâce à Bounty Bay,. |  |